# ヨルバ人
ヨルバ人（Ọmọ Yorùbá）は、アフリカの民族。主にナイジェリア南西部に居住し、西アフリカ最大の民族集団のひとつである。ナイジェリアにおいては、ハウサ人・イボ人とともにナイジェリアの三大民族のひとつとなっている。

## 居住地域
ナイジェリアの南西部に集中して居住する。エキティ州、オヨ州、ラゴス州、オスン州、オンド州、オグン州では住人の大多数がヨルバ人であり、旧首都ラゴスをはじめとして、イバダン、アベオクタ、オグボモショ、オヨ、イロリン、オショグボ、イフェなどの都市も、ヨルバ人が多数派である。ヨルバ人は都市国家群を築いてきた歴史があり、ラゴスを除く上記の都市はすべてヨルバ人の都市国家が元となっている。

## 歴史

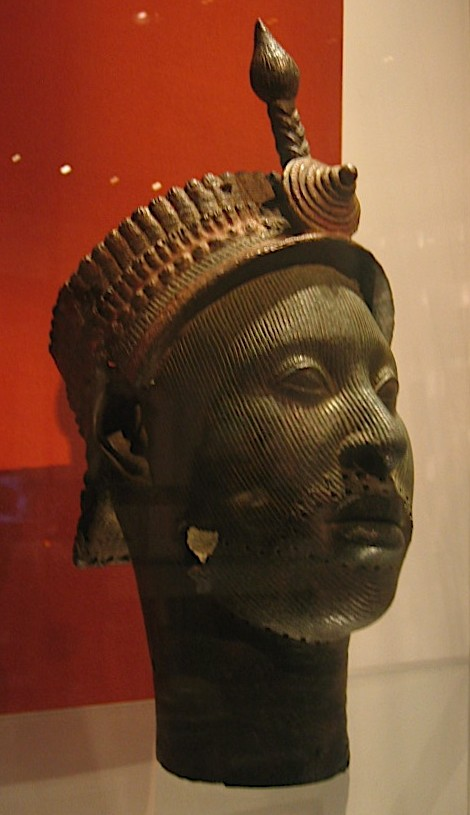
オドゥドゥワ王を表す12世紀のブロンズ

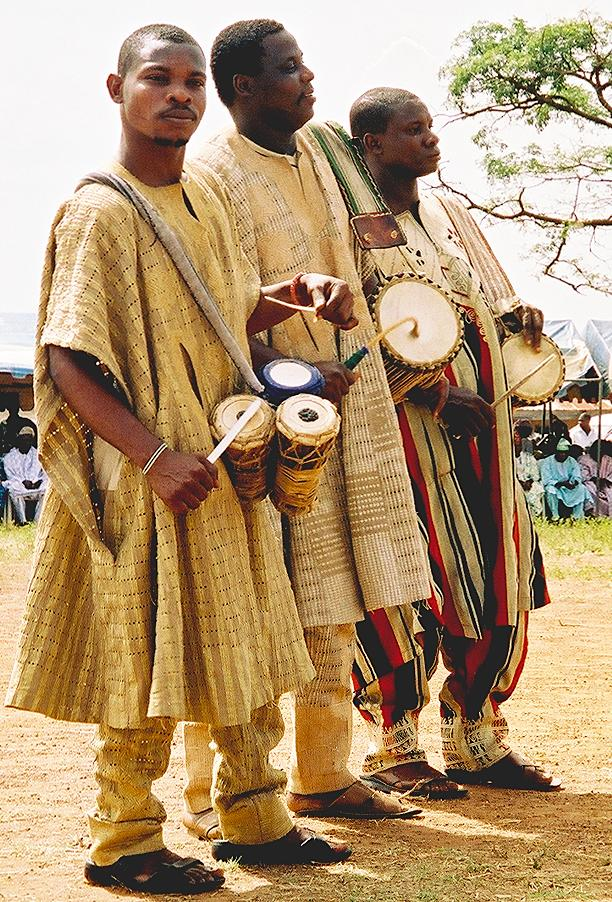
伝統衣装

紀元前10世紀ごろには、ヨルバ人は現在の地域に住んでいたと考えられている。ヨルバの伝説では、オドゥドゥワ王という伝説の王が、イフェの地に降臨し、イフェの王となり、そこからすべてのヨルバ諸国が建国されていったという。そのため、イフェの王（オニ）はすべてのヨルバ諸国に対し祭祀権を持ち、ヨルバ諸国の王は即位時にイフェまで赴き、イフェの聖王に認証してもらわねばならなかった。
ヨルバ諸国は都市国家群であり、熱帯雨林やサバンナの中に点在する城壁に囲まれた都市を中心に周辺地域を支配した。
イフェ王国は1100年ごろから1700年ごろまで栄えていたが、やがてより西方のオヨ王国が実権を握り、軍事力でヨルバ諸都市に覇を唱えた。しかし聖権は引き続きイフェの王の下にあり、聖権（イフェ）と軍権（オヨ）との二重権力体制が確立した。
19世紀に入ると、オヨの内乱に乗じてイロリン王国が勢力を拡大し、オヨは滅亡した。難民はさらに南方に逃れ、イバダン王国やアベオクタなどに住み着き、この両都市が勢力を強めていった。
1886年、イギリス王立ニジェール会社軍の進撃により、ヨルバ人はイギリスの支配下に入った。

## 脚註
1. ↑  http://www.britannica.com/EBchecked/topic/653789/Yoruba
2. ↑  https://www.cia.gov/library/publications/the-world-factbook/geos/ni.html
3. ↑  https://www.cia.gov/library/publications/the-world-factbook/geos/bn.html
4. ↑  http://www.joshuaproject.net/peopctry.php?rop3=111095&rog3=GH
5. ↑  http://www.joshuaproject.net/peopctry.php?rop3=111095&rog3=TO